# Wapen van Barneveld

Wapen van de gemeente Barneveld

Het wapen van Barneveld is het wapen van de Nederlandse gemeente Barneveld (provincie Gelderland). Het wapen werd na goedkeuring van de Hoge Raad van Adel op 25 oktober 1861 bij Koninklijk Besluit aan de gemeente toegekend. Het wapen is een uitbreiding van een eerder wapen dat in 1816 is bevestigd, wat zoveel wil zeggen dat de Hoge Raad van Adel een reeds bestaand en in gebruik zijnd wapen erkende. De beschrijving luidt:
"Van lazuur beladen en chef met een schildje van zilver met 3 zuilen van keel, en pointe met een begroeid terras waarop eene kapel gekeerd naar het vierde deel eener zon, komende uit den regter bovenhoek, alles van goud."
Het wapen is blauw van kleur en heeft net boven het midden een klein hartschild van zilver met daarop drie rode zuilen. De plaatsing van het hartschildje ligt iets boven het centrum, de zogenaamde "ereplaats". Onder het schildje staat een terras met daarop een vlinder en een bloeiende, maar verder onherkenbare, plant. Rechtsboven (voor de kijker linksboven) het schildje staat een kwart van de zon afgebeeld. De zon, het terras, de bloem en de vlinder zijn allen goud van kleur.
De beschrijving van het eerste wapen luidt:
"Van lazuur, een kapel op deszelfs terras, het hoofd gericht naar een zon aan de regter bovenkant van het schild, alles van goud."
Het wapen is daarmee blauw van kleur met daarop een gouden terras en vlinder. Deze laatste kijkt naar de zon die in de rechter (voor de kijker links) bovenhoek staat. De zon is slechts een kwart van de hele schijf. Het wapen heeft geen kroon of schildhouder.
Omdat de gemeente twee wapens heeft gekend en daarmee dus ook twee blazoeneringen zijn er ook twee aparte beschrijvingen opgenomen in het register van de Hoge Raad van Adel.

## Geschiedenis

Wapen van 1816

In de 17e eeuw had Barneveld als dorp genoeg geld verkregen om een eigen waag te bouwen en er werd een eigen zegel aangeschaft. Op het zegel werd de bron van de financiële voorspoed afgebeeld: de tabaksplant. In de eeuw erna verloor de tabaksplant echter aan belang en werd later niet meer als belangrijk erkend. In 1795 vond de Barneveldse gemeenschap dat er een nieuw wapen voor het dorp moest komen. Een commissie van twee burgers werd een nieuw wapen ontworpen. In een verklaring voor het ontwerp stelden zij:
.. een zoogenaamde pop waaruit een Capel ten deele reeds is voortkomende, waarvan egter nog een gedeelte van de pop bestaat, verbeeldende alzo de Constitutie zo als dezelve nog ten deele bestaat, maar egter reeds een aanmerkelijke verandering heevt ondergaan, welke oude Constitutie van tijd tot tijd meer staat aftenemen, en in een geheel nieuw ligchaam staat over te gaan; dat men al verder een zon daar boven diende te plaatsen om daardoor de verligting aftebeelden.
Uiteindelijk werd besloten om de pop weg te laten, de vlinder (in het blazoen Capel genoemd), de zon en het terras kwamen wel in het wapen. De plant die nu resteert lijkt niet langer op de tabaksplant, deze is nu onherkenbaar. Mogelijk dat de plant nog wel refereert aan de tabaksplant, het terras refereert mogelijk aan de heide.
Het tweede wapen werd niet aangevraagd naar aanleiding van een fusie, maar werd aangevraagd omdat het wapen van Baron Van Zuylen van Nievelt van de Schaffelaer aan het wapen werd toegevoegd. Dit werd gedaan uit dank voor veel openbare werken die de baron in het dorp heeft laten uitvoeren. De Hoge Raad van Adel heeft de aanpassing zonder problemen geaccepteerd.